# Merle Constiner
Pour les articles homonymes, voir Merle (homonymie).
Merle Constiner, né en 1902 à Monroe, en Ohio, aux États-Unis, et mort le 24 septembre 1979, est un écrivain américain, auteur de roman policier, de roman western et de nombreuses nouvelles dans ces deux genres littéraires.

## Biographie
Après des études à l'université Vanderbilt, il devient un collaborateur régulier de divers magazines, notamment The Saturday Evening Post et Collier's Weekly, et des pulps Adventure, Argosy, puis Black Mask.
Dans Black Mask, il publie onze nouvelles consacrées à Luther McGavock, un détective privé. Une seule de ces nouvelles est traduite en français Le Bourdon du charognard (The Turkey Buzzard Blues) parue dans un recueil de nouvelles dans la collection Série noire. Il crée un second personnage Dean Wardlow Rock, détective privé érudit et excentrique. Les dix-neuf nouvelles de cette série sont publiées dans Dime Detective de 1940 à 1945 et sont réunies dans un recueil, The Compleat Adventures of the Dean, paru en 2004.
Il publie en 1952 un roman policier, Hearse of a Different Color, puis se consacre au genre western avec l'écriture de dix-huit romans, dont un, Le Bar du Regina (Short-Trigger Man), paraît dans la collection Le Masque-Western en 1976.

## Œuvre

### Romans
- Hearse of a Different Color (1952)
- Last Stand at Anvil Pass (1957)
- The Fourth Gunman (1958)
- Short-Trigger Man (1964) Publié en français sous le titre Le Bar du Regina, Paris, Librairie des Champs-Élysées, coll. « Le Masque-western » no 148 (1976)  (ISBN 2-7024-0474-X)
- Wolf on Horseback (1965)
- Guns at Q Cross (1965)
- Outrage at Bearskin Forks (1966)
- Rain of Fire (1966)
- Top Gun from the Dakotas (1966)
- Meeting at the Merry Fifer (1966)
- The Action at Redstone Creek (1967)
- Two Pistols South of Deadwood (1967)
- The Rebel Courier and the Redcoats (1968)
- Killer's Corral (1968)
- The Man Who Shot The Kid (1969)
- Death Waits at Dakins Station (1970)
- Sumatra Alley (1971)
- Steel-Jacket (1978)
- The Four from Gila Bend (1974)

### Nouvelles

#### SérieDean Wardlow Rock
Elles sont toutes publiées dans Dime Detective :
- Strangler's Kill, (août 1940)
- You're In My Way, (décembre 1940)
- One Corpse Too Many, (mars 1941)
- The Puzzle of the Terrified Dummy, (août 1941)
- They'll Kill Again, (novembre 1941)
- The Riddle of the Phantom Mummy, (février 1942)
- The Riddle of the Bashful Ghost, (juin 1942)
- Killer Take All (août 1942)
- Mr. Bettleman's Blisters, (novembre 1942)
- The Riddle of the Shackled Butler, (mars 1943)
- The Nervous Doorbell, (juin 1943)
- The Riddle of the Monster Bat, (septembre 1943)
- Parade of the Empty Shoes, (décembre 1943)
- The Affair of the Pharmicist's Fudge, (janvier 1944)
- The Arm of Mother Manzoli, (avril 1944)
- The Puzzle of the Padlocked Furnace, (juillet 1944)
- The Affair of the Four Skeletons, (septembre 1944)
- The Affair of the Bed-ridden Pickpocket, (avril 1945)
- The Kitchen of Master Lefevre, (décembre 1945)

#### SérieLuther McGavock
Elles sont toutes publiées dans Black Mask :
- Let the Dead Alone (juillet 1942)
- Let’s Count Corpses (septembre 1942)
- Why Meddle with Murder? (janvier 1943)
- The Turkey Buzzard Blues (juillet 1943) Publié en français sous le titre Le Bourdon du charognard, dans le recueil Les Durs à cuire, Paris, Éditions Gallimard, coll. « Série noire » no 1743 (1979)  (ISBN 2-07-048743-1)
- Kill One, Skip One (novembre 1943)
- The Hound with the Golden Eye (mai 1944)
- Killer Stay ’Way from My Door (novembre 1944)
- Until the Undertaker Comes (mars 1945)
- Hand Me Down My Thirty-Eight (janvier 1946)
- Dead on Arrival (mars 1947)
- Bury Me Not (janvier 1948)

#### Autres nouvelles
- Death Wife (juillet 1933), en collaboration avec Jack Boone
- Lizard in the Spring (juillet 1935)
- Where Nests the Water-Snake (décembre 1943)
- The Skull of Barnaby Shattuck (mai 1945)
- The Black Hammer (mai 1945)
- The Witch of Birdfoot Ranch (mai 1945)
- Last Page of the Hangman's Diary (juillet 1945)
- Doctors' Bottles (août 1945)
- A Cannon for Mr. Bibbs (avril 1946)
- Black of the Moon (mai 1946)
- Death on a Party Line (juillet 1946)
- Run, Rogue, Run (octobre 1946)
- Five Gray Rats (mai 1947)
- Louisville Pistoleer (mars 1948)
- Kitchen Privileges (avril 1948)
- Night Air (septembre 1948)
- Mr. Meacham Was Too Honest (avril 1949)
- Rightful Owner (juillet 1949)
- Deputy Cotter's Scrapbook (août 1949)
- Don't Darken My Door (janvier 1950)
- The Rhebaville Murder (janvier 1950)
- Dusty Empire (février (1950)
- Little Bear Lick Dugan (juillet 1950)
- Perilous Return (juillet 1950)
- The Lady and the Tumblers (août 1950)
- The Affair at the Iron Sparrow (septembre 1950)
- Hazard in Ohio (mai 1952)
- The Great Whiskey Swindle (octobre 1952)
- The Blonde from Blood Alley (décembre 1952)
- Martin Taylor’s Enterprise (février 1953)
- Unlucky in Love (octobre 1954)
- Too Many Girls (avril 1955)
- Ambush at Scissors Creek (septembre 1955)
- War Cry (juillet 1957)
- The Phantom Roundup (novembre 1957)
- Killer’s Rendezvous (mai 1958)
- Range Quarrel (octobre 1958)
- Dangerous Intruders (avril 1959)
- Trail Trap (juillet 1959)
- Last Resort (mai 1960)
- Fair Warning (juillet 1960)
- The Girl from Cincinnati (août 1960)
- A Girl on the Place (septembre 1960)
- A Delightful Deception (novembre 1960)
- Murder Inn (août 1961)
- Lady from Boston (février 1962)
- The Great Molasses Love Affair (mars 1962)
- Gold and the Amateur Spy (juin 1962)

### Recueil de nouvelles
- The Compleat Adventures of the Dean[1] (2004)

## Filmographie
- 1957 : The Widow Was Willing, épisode 24, saison 5, de la série télévisée américaine Cavalcade of America, réalisé par Harry Horner

## Sources
: document utilisé comme source pour la rédaction de cet article.
- Claude Mesplède (dir.), Dictionnaire des littératures policières, vol. 1 : A - I, Nantes, Joseph K, coll. « Temps noir », 2007, 1054 p. (ISBN 978-2-910-68644-4, OCLC 315873251), p. 467